# Murça (freguesia)
A Freguesia de Murça, com sede na vila que lhe dá o nome, é uma freguesia portuguesa do Município de Murça com 14,57 km² de área e 1964 habitantes (censo de 2021), tendo, por isso, uma densidade populacional de 134,8 hab./km².

## Demografia
A população registada nos censos foi:
| Distribuição da População por Grupos Etários | Distribuição da População por Grupos Etários | Distribuição da População por Grupos Etários | Distribuição da População por Grupos Etários | Distribuição da População por Grupos Etários |
| -------------------------------------------- | -------------------------------------------- | -------------------------------------------- | -------------------------------------------- | -------------------------------------------- |
| Ano                                          | 0-14 Anos                                    | 15-24 Anos                                   | 25-64 Anos                                   | > 65 Anos                                    |
| 2001                                         | 349                                          | 345                                          | 1112                                         | 378                                          |
| 2011                                         | 296                                          | 228                                          | 1152                                         | 460                                          |
| 2021                                         | 240                                          | 184                                          | 996                                          | 544                                          |

## Património
- Pelourinho de Murça
- Capela da Misericórdia de Murça
- Conjunto - Estrada Romana e Ponte Romana sobre o rio Tinhela

## Personalidades ilustres
- Senhor de Murça e Conde de Murça